# Sefi Atta
Sefi Atta , née à Lagos en 1964, est une romancière et dramaturge nigériane.

## Biographie
Sefi Atta est née à Lagos au Nigeria en janvier 1964 dans une famille de cinq enfants. Son père, Abdul-Aziz Atta, a été secrétaire du gouvernement fédéral et directeur du Service civil jusqu'à son décès en 1972. Elle a été élevée par sa mère Iyabo Atta.
Elle a fait ses études au Queen's College de Lagos puis en Angleterre à Street (Somerset), Millfield School. En 1985, elle obtient son diplôme à l'Université de Birmingham en comptabilité.
Sefi Atta est l'épouse d'un médecin, Gboyega Ransome-Kuti, fils de Olikoye Ransome-Kuti, médecin nigérian connu pour son implication dans les combats humanitaires. Ils ont une fille.
Elle gère la compagnie basée à Lagos Care to read (Prenez le temps de lire !) qui organise des lectures théâtralisées.
Elle partage actuellement son temps entre le Nigéria, l'Angleterre et les États-Unis.

## Œuvres traduites en français
- Le meilleur reste à venir [«  Everything good will come »], trad. de Charlotte Woillez, Arles, France, Actes Sud, coll. « Lettres africaines », 2008, 429 p.  (ISBN 978-2-7427-8049-5)[1]
- Avale [« Swallow »], trad. de Charlotte Woillez, Arles, France, Actes Sud, coll. « Lettres africaines », 2011, 282 p.  (ISBN 978-2-7427-9712-7)
- Nouvelles du pays [« News from home »], trad. de Charlotte Woillez, Arles, France, Actes Sud, coll. « Lettres africaines », 2012, 369 p.  (ISBN 978-2-330-01242-7)[2]
- L'Ombre d'une différence [« A Bit of Difference »], trad. de Charlotte Woillez, Arles, France, Actes Sud, coll. « Lettres africaines », 2014, 368 p.  (ISBN 978-2-330-03194-7)[3]
- Made in Nigeria « The bad immigrant », traduit de l’anglais par Catherine Richard-Mas, Arles, Actes Sud 2025